# De Kommen
De Kommen (Maastrichts: De Koompe) is een circa 15 hectare groot voormalig inundatiegebied in de Nederlandse stad Maastricht. Het gebied maakte ooit deel uit van de Lage Fronten, de laaggelegen buitenwerken van de Maastrichtse vestingwerken. Tegenwoordig wordt de naamsaanduiding De Kommen nog alleen gebruikt voor het gebied ten zuiden van de Prins Bisschopsingel, waar zich het politiebureau en het sportterrein van de voormalige Tapijnkazerne bevinden.

## Ligging
De Kommen is een laaggelegen gebied aan de zuidzijde van de Maastrichtse binnenstad, gelegen in de Jekerdelta, aan de voet van de noordhelling van de Sint Pietersberg. Het gebied ligt min of meer tussen de Jeker in het westen en de huidige Sint Lambertuslaan in het oosten. De noordelijke begrenzing wordt gevormd door de tweede stadsomsluiting. De huidige Jekerweg en Glacisweg vormen ongeveer de zuidgrens van De Kommen. Het westelijk deel van het voormalige inundatiegebied behoort tegenwoordig tot de buurt Jekerdal, het oostelijk deel tot Villapark. Een groot deel van het gebied wordt in beslag genomen door de gebouwen en terreinen van de Tapijnkazerne. Het Stadspark Maastricht en het Jekerpark liggen eveneens voor een deel in De Kommen.

## Geschiedenis

### Voorgeschiedenis
Vanouds was dit deel van Maastricht door de overstromingen van de Jeker een drassig gebied, weinig geschikt voor bewoning. Doordat de hier gelegen terreinen van nature al slecht begaanbaar waren, lag het voor de hand om de barrièrewerking van het water bij belegeringen te versterken door inundaties. De eerste vermelding hiervan dateert van 1475. Vooral vanaf de 16e eeuw, toen de vuurkracht van kanonnen sterk toenam, was het zaak om de belegeraars zover mogelijk van de stadsmuur vandaan te houden. Bij het beleg van 1673 bestond de Jekerinundatie uit drie deelgebieden: het terrein tussen de rechter Jekeroever en de Zwarte Sluis, het terrein buiten de Sint-Pieterspoort en het terrein langs de Maas tegenover het Sint-Pieterseiland bij het hoornwerk Sint-Pieter. Hoewel het onder water gezette gebied geen aaneengesloten geheel vormde, was het resultaat voldoende om de Fransen van een grootscheepse aanval op de zuidelijke vestingwerken te doen afzien.

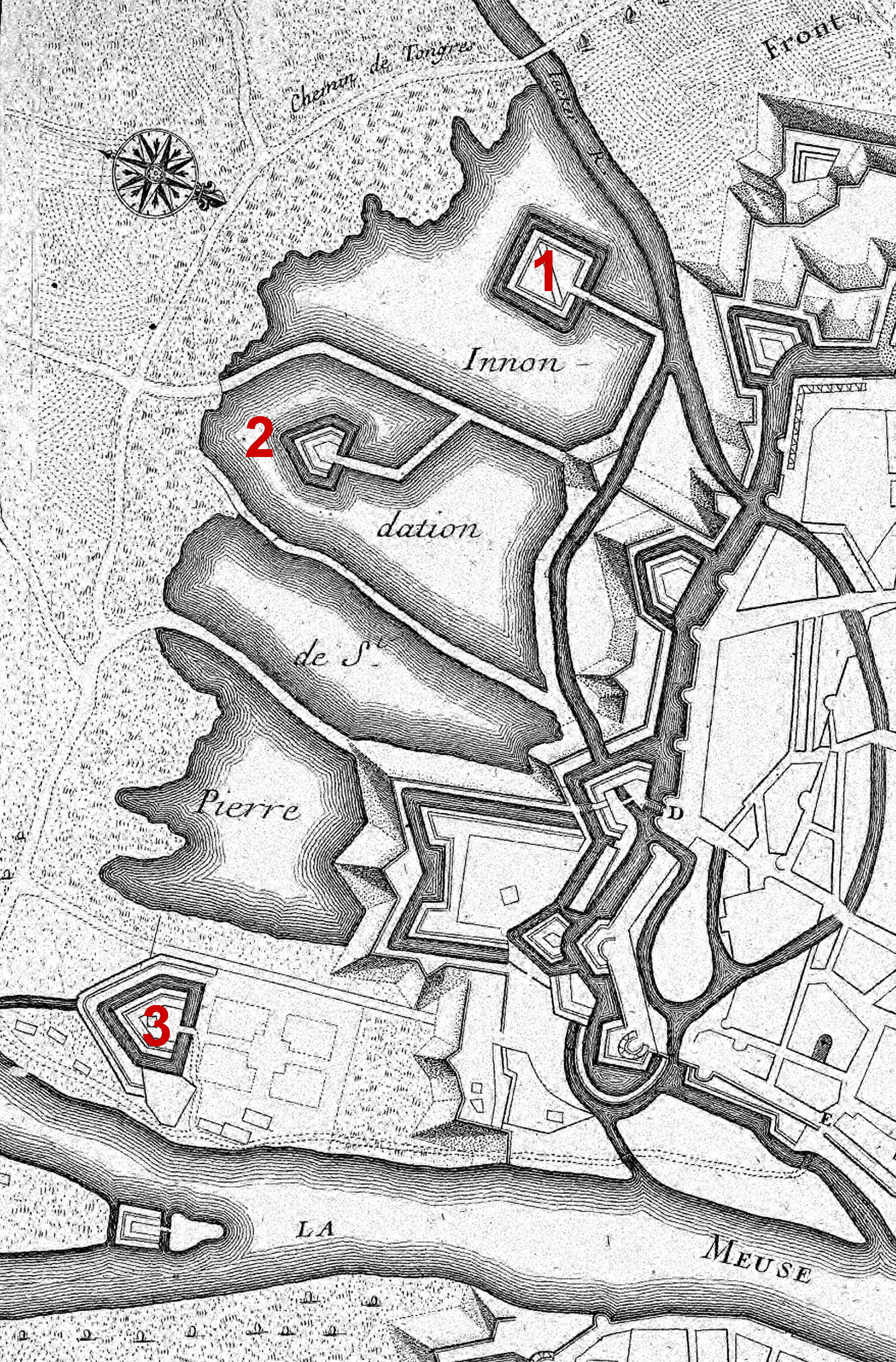
Franse kaart uit 1708 met innondation de St.-Pierre: 1: Jekerschans; 2: lunet La Royale; 3: bastion St.-Pierre

### Verbetering Jekerinundatie
Na de verovering van Maastricht door Lodewijk XIV was Maastricht vijf jaar lang een Franse stad (1673-78). Franse militaire ingenieurs gingen voortvarend aan de slag om de vestingwerken te verbeteren naar plannen van Sébastien Le Prestre de Vauban. De plannen van Vauban waren met name gericht op de verbetering van de inundatiewerken van Maastricht. Aan de zuidzijde van de stad moest een aaneengesloten watervlakte worden gerealiseerd, versterkt met een drietal nieuwe buitenwerken: de inundatie- of Jekerschans bij de Jeker (1 op het kaartje links), de zuidelijke lunet La Royale (2) en het oostelijke bastion Saint-Pierre (3). Dijken moesten voorkomen dat het Jekerwater afvloeide naar de Maas. In 1676 werd, eveneens door de Fransen en naar plannen van Vauban, het Jekerkanaal aangelegd dat de inundatie van de Bossche Fronten, de noordelijke Lage Fronten, moest verbeteren. Na het mislukte beleg van 1676 door Willem III van Oranje werden in de omgeving van het bastion Saint-Pierre verbeteringen aangebracht, omdat het Staatse leger er op deze plek in geslaagd was het water op de Maas te laten afvloeien. Bij het vertrek van de Fransen in 1678 waren alle werken gereed. Het westelijk deel van het inundatiegebied, De Kommen, bleef tot 1764 min of meer ongewijzigd.
In het oostelijk deel van het Jekerinundatiegebied kwamen in de eerste helft van de 18e eeuw enkele nieuwe vestingwerken tot stand, zoals het kroonwerk Hessen in 1725 en de lunetten van Aylva in 1741. Ook werden in afwachting van het beleg van 1748 de dijken in het gebied vernieuwd, wat echter bij het beleg niet het beoogde resultaat opleverde. Al deze werken zijn te zien op de Maquette van Maastricht, die omstreeks 1750 tot stand kwam.
In de tweede helft van de 18e eeuw werd het verdedigingsstelsel van Maastricht ingrijpend vernieuwd. Onder leiding van directeur der fortificatiën Pieter de la Rive werd ook de Jekerinundatie aangepakt, onder meer door het aankopen door de staat en uitgraven van onder water te zetten gronden. Daarnaast vonden de volgende werkzaamheden plaats: de Jekerschans werd verschoven en omgebouwd tot Jekerbastion, het werk La Royale werd omgebouwd tot bastion Brunswijk (met kazemat) en de lunetten van Aylva werden uitgebreid met het lunet Cassel. In 1771 leverde De la Rives opvolger Carel Diederik du Moulin scherpe kritiek op het werk van zijn voorganger, waarbij hij eraan herinnerde dat Vauban de inundatiewerken had ontworpen om met minder buitenwerken te volstaan en zodoende troepen uit te sparen die elders nodig waren. De bouwwoede van De la Rive had dat voordeel volgens Du Moulin weggenomen.
Generaal Dibbets, gouverneur van Maastricht van 1832-39, hechtte evenmin veel waarde aan de effectiviteit van de inundatiewerken. In 1840 werd het gebied oefenterrein van het in Maastricht gelegerde Tweede Regiment Infanterie, in 1864 van de cavaleristen.

### De Kommen na 1867

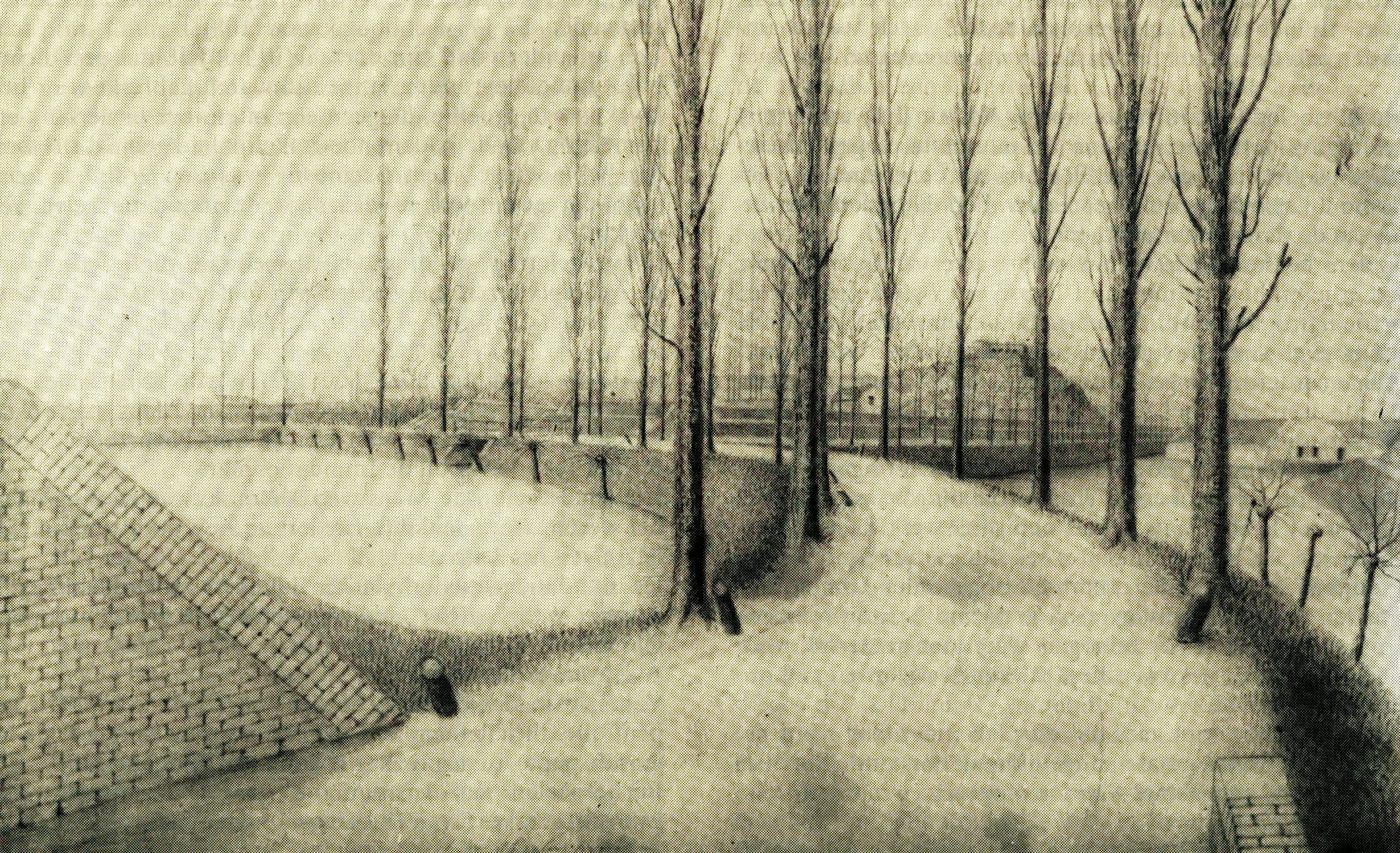
De Kommen in de 19e eeuw, gezien vanaf avance La Rive. Uiterst rechts: bastion Brunswijk. Verder weg: Fort Sint Pieter

Na de opheffing van de vestingstatus van Maastricht op 29 mei 1867 werden in opdracht van het Ministerie van Oorlog grote delen van de middeleeuwse stadsmuren en de latere buitenwerken geslecht. De afbraak van de vestingwerken ging nog tot begin 20e eeuw door. Het gebied De Kommen bleef nog lang na 1867 militair oefenterrein, maar desondanks werden ook hier de meeste buitenwerken gesloopt, vooral na de overdracht van grote delen van het terrein aan de stad in 1881. In 1908 werd begonnen met het verleggen van de buitenste Jekertak naar de hoofdgracht langs de nog bestaande stadsmuur, dit in verband met de aanleg van een stoomtramverbinding Maastricht-Tongeren door de Belgische Société Anonyme des Railways Economiques de Liège-Seraing et Extensions.
Het voormalige inundatiegebied is pas relatief laat bebouwd. In het oostelijk deel verrezen vanaf circa 1885 de eerste villa's aan de Prins Bisschopsingel, de Sint Lambertuslaan, de Sint Hubertuslaan en de Van Heylerhofflaan. Na 1900 volgden geschakelde herenhuizen aan de Aylvalaan en andere straten. In het noordwestelijk deel werd van 1916-19 de Tapijnkazerne gebouwd, later diverse malen uitgebreid. Het tegenoverliggend terrein bleef lang onbebouwd. Een deel werd ingericht als sportterrein; op een ander deel werd in 1978 het districtspolitiebureau gebouwd.

## Overblijfselen

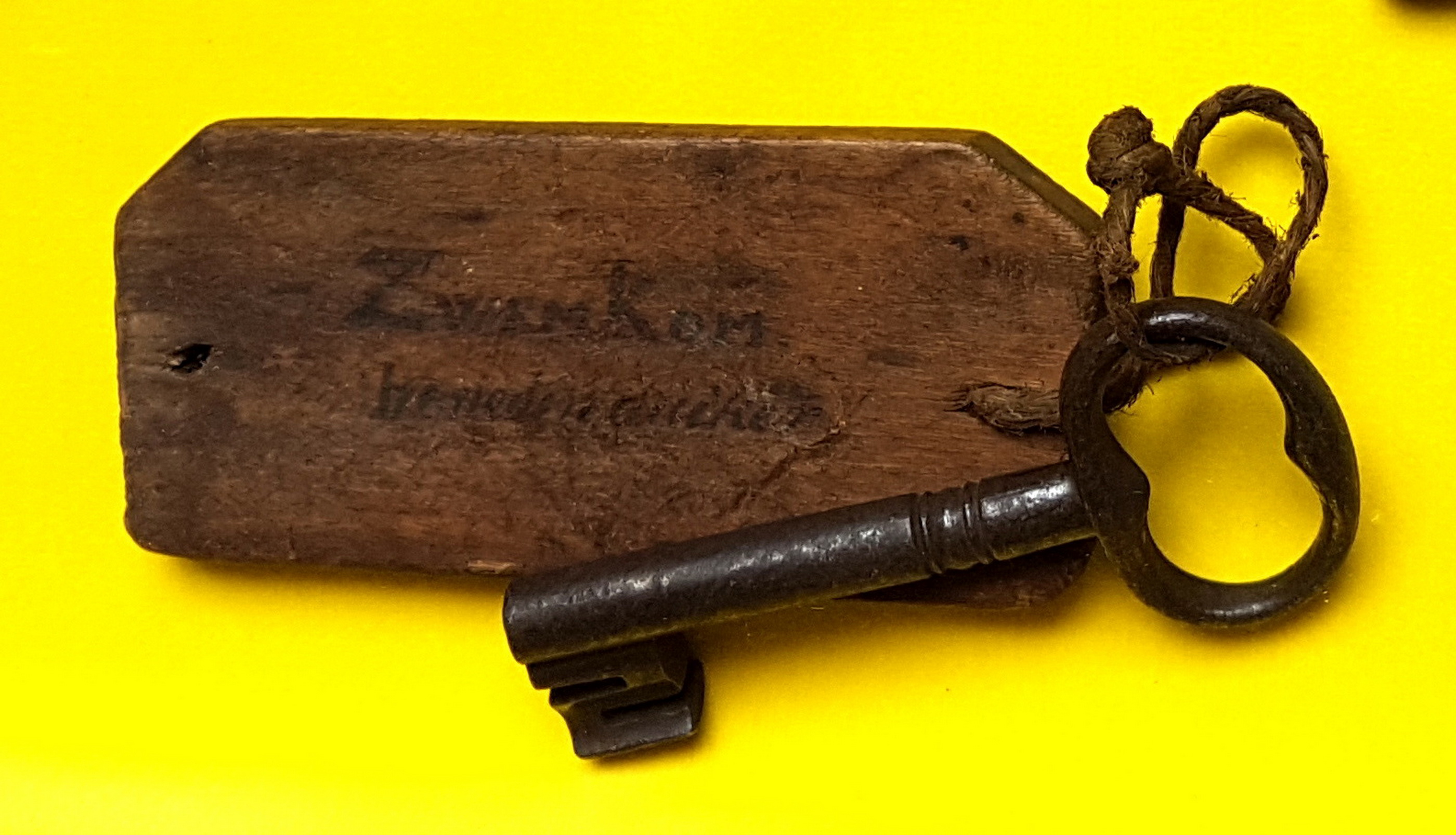
Sleutel van de "ZwemKom beneden duiker" (collectie Centre Céramique)

Van de buitenwerken in De Kommen is weinig overgebleven. Van de vele dijken, sluizen en duikers waarmee het waterpeil in het gebied geregeld werd, resteert zo goed als niets. Een oude kademuur langs de Jeker is een restant van de linkerface van bastion Wilhelmina. Van het lunet Sint-Pieter bevindt zich een muurfragment langs de Maas. Bij het parkeerterrein achter het politiebureau bevindt zich een begroeide aarden wal, mogelijk een overblijfsel van het bastion Brunswijk of van een dijk. Op de hoek van de Sint Hubertuslaan en Aylvalaan bevindt zich een naamsteen met opschrift "Aylva", maar deze is afkomstig van het gelijknamige bastion op het Sint-Antoniuseiland en niet, zoals verondersteld werd, van de lunetten van Aylva in De Kommen. De latere bestemmingen 'verkeer' en 'militair terrein' hebben een uitdrukkelijk stempel op het gebied gedrukt: de Prins Bisschopsingel is een van de drukste wegen van Maastricht en aan weerszijden liggen de terreinen van de voormalige Tapijnkazerne. De cenotaaf van generaal Dibbets, opperste bevelhebber van de vesting Maastricht tijdens de blokkade van 1830-33, is in 1927 verplaatst van het bastion Dibbets in de Nieuwe Bossche Fronten naar het voorterrein van de Tapijnkazerne, waar het zich nog steeds bevindt.

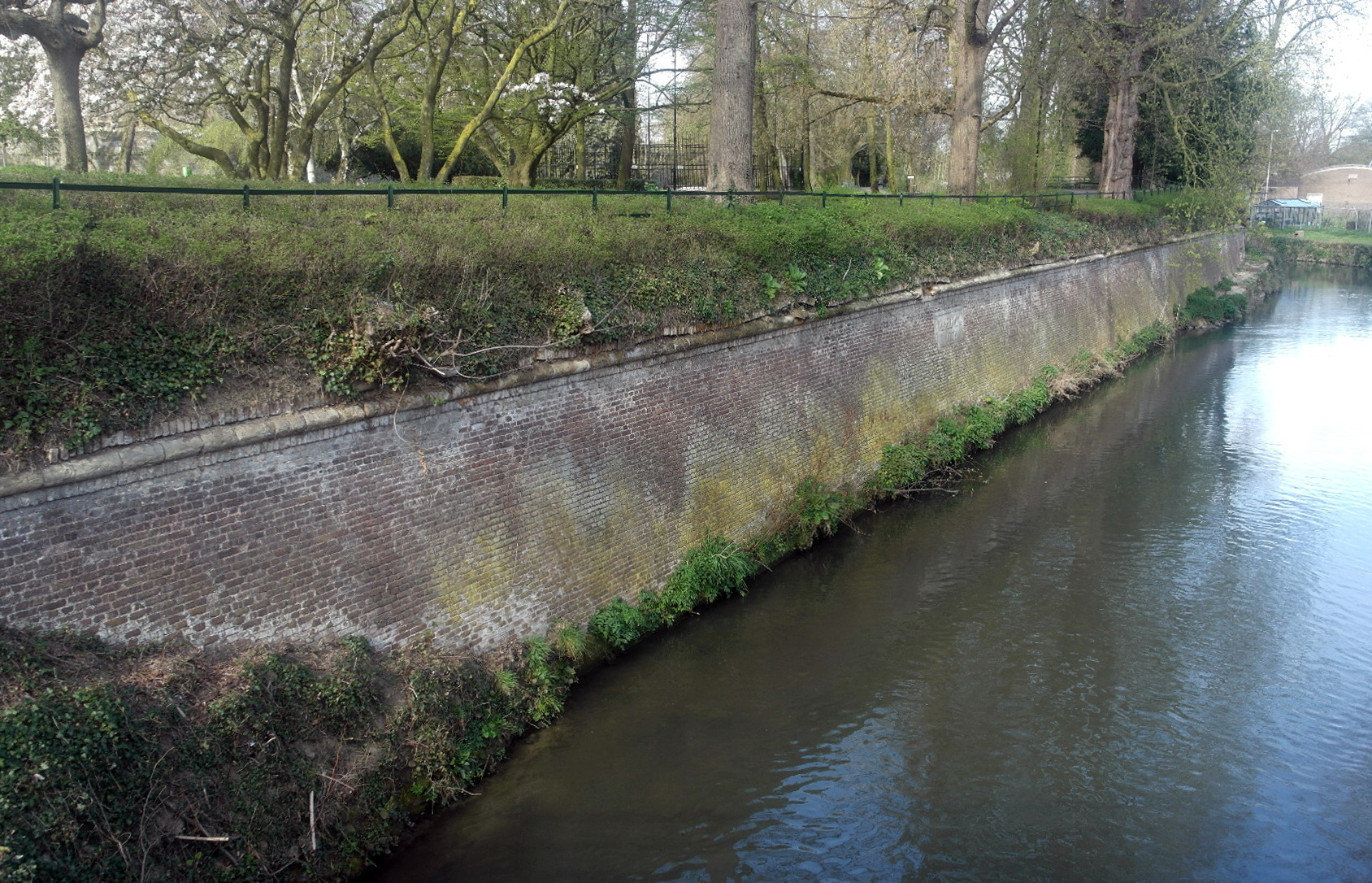
Oude Jekermuur in het Stadspark met naamsteen
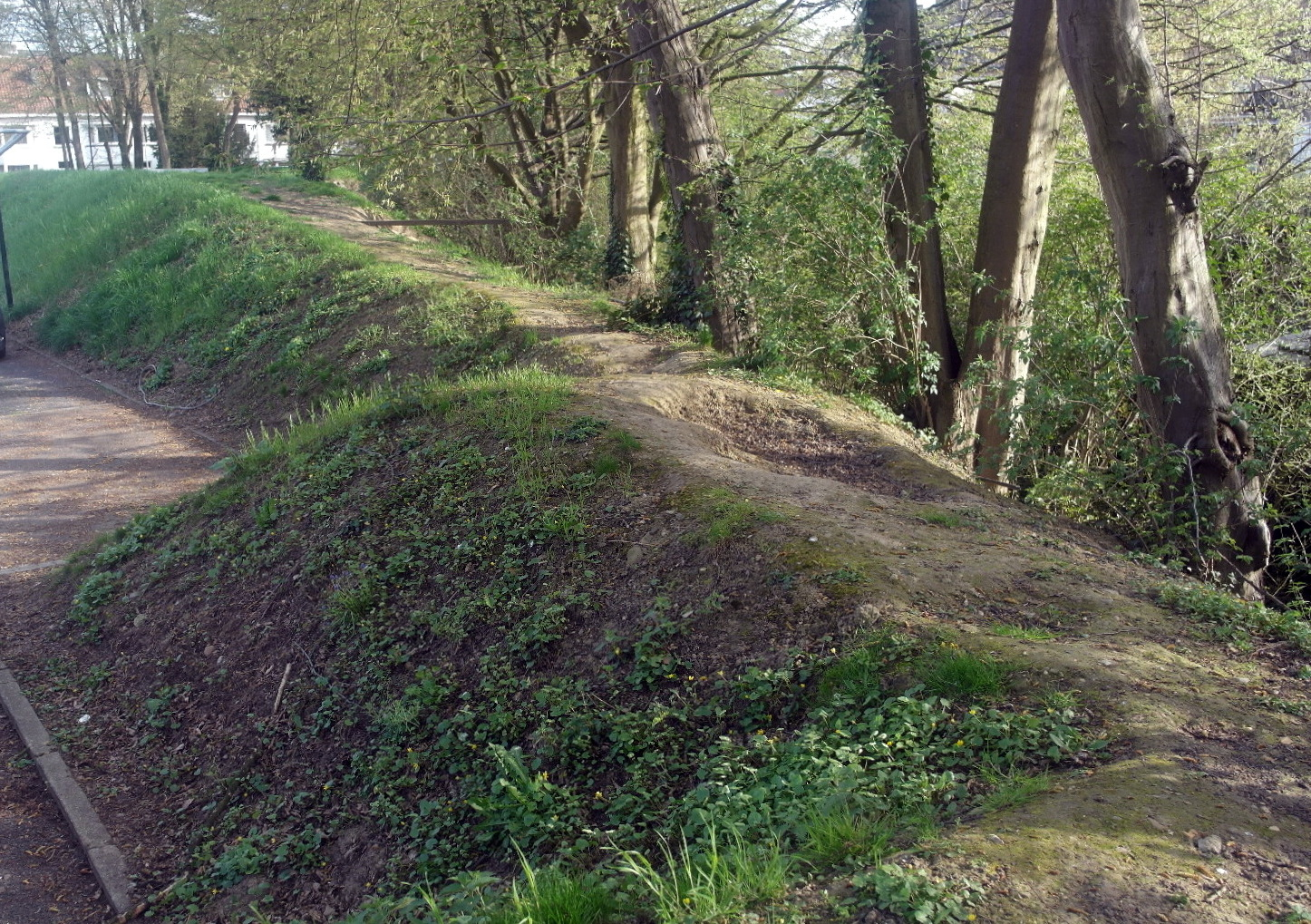
Aarden wal achter politiebureau
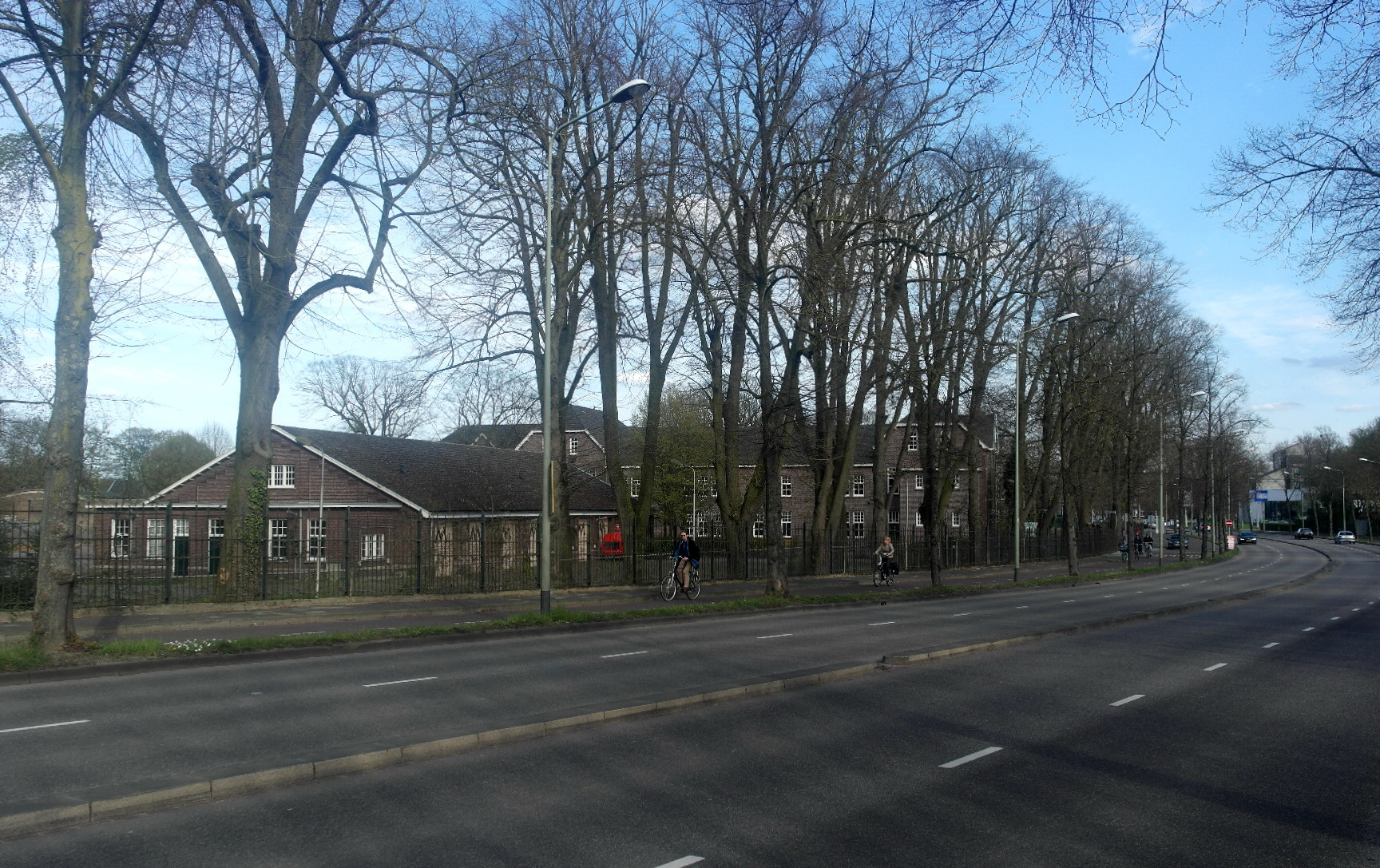
Prins Bisschopsingel en Tapijnkazerne
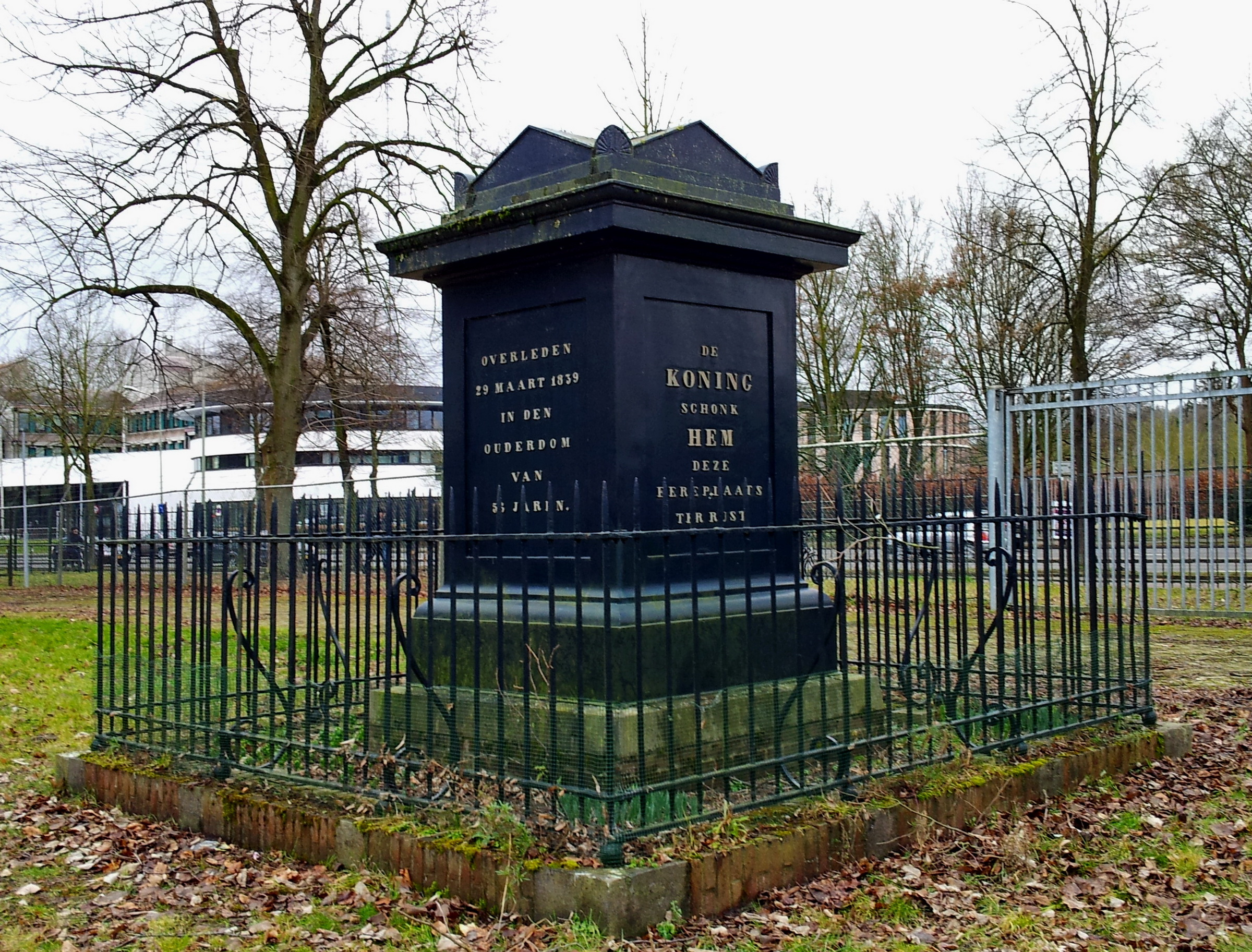
Cenotaaf generaal Dibbets